# Rawszan Kulab
Rawszan Kulab (tadż. Клуби футболи «Равшан» Кўлоб) – tadżycki klub piłkarski, mający siedzibę w mieście Kulab, na południu kraju.

## Historia
Chronologia nazw:
- 1965: Ansol Kulab (ros. «Ансоль» Куляб)
- 196?: Zwiezda Kulab (ros. «Звезда» Куляб)
- 196?: Instrumentalszczik Kulab (ros. «Инструментальщик» Куляб)
- 196?: Motor Kulab (ros. «Мотор» Куляб)
- 1970: Rawszan Kulab (ros. «Равшан» Куляб)
- 2002: Ansol Kulab (ros. «Ансоль» Куляб)
- 2003: Olimp-Ansol Kulab (ros. «Олимп-Ансоль» Куляб)
- 2005: Rawszan Kulab (ros. «Равшан» Куляб)

Piłkarski klub Ansol został założony w miejscowości Kulab w 1965 roku. Do 1970 roku nazywał się Zwiezda, Instrumentalszczik i Motor. Potem przyjął obecną nazwę Rawszan Kulab. Do rozpadu ZSRR zespół występował w lokalnych rozgrywkach amatorskich.
W 1992 po uzyskaniu niepodległości przez Tadżykistan zespół debiutował w rozgrywkach Wyższej Ligi Tadżykistanu. Jednak przez rozpoczęcie wojny domowej klub po 10 kolejkach zrezygnował z dalszych występów. W sezonie 1993 zespół ponownie startował w Wyższej Lidze, gdzie zajął 11. miejsce w końcowej klasyfikacji. Pierwszy sukces przyszedł w 1994, kiedy to zespół zdobył Puchar Tadżykistanu. W 1998 klub nie przystąpił do rozgrywek, ale w 1999 ponownie startował w Wyższej Lidze i zdobył brązowe medale mistrzostw. W 2000 był ósmym w końcowej klasyfikacji, jednak sezon 2001 znów opuścił. W 2002 z nazwą Ansol Kulab po raz kolejny startował w Wyższej Lidze. W następnym roku zmienił nazwę na Olimp-Ansol Kulab, ale w 2005 znów wrócił do historycznej nazwy Rawszan Kulab. W 2006 przez brak sponsora klub znów nie uczestniczył w rozgrywkach zawodowych. W 2007 na pomoc klubowi przyszli władze miasta i klub startował w rozgrywkach Pucharu Tadżykistanu. Przed rozpoczęciem sezonu 2008 klub Hima Duszanbe wycofał się z rozgrywek Wyższej Ligi i został zastąpiony przez Rawszan Kulab. W 2012 oficjalnym sponsorem klubu został "Bozori Hoji Sharif" i po raz pierwszy zdobył tytuł mistrza kraju. W 2013 debiutował w rozgrywkach pucharów azjatyckich.

## Sukcesy

### Trofea międzynarodowe
| \| \| Zdobyte trofea w rozgrywkach międzynarodowych (stan na: 31-12-2015) \| |                                                                     |      |            |
| Rozgrywki                                                                    | Osiągnięcie                                                         | Razy | Sezon(y)   |
| · Liga Mistrzów AFC                                                          | zdobywca                                                            | 0    |            |
| · Liga Mistrzów AFC                                                          | finalista                                                           | 0    |            |
| Puchar AFC                                                                   | zdobywca                                                            | 0    |            |
| Puchar AFC                                                                   | finalista                                                           | 0    |            |
| Puchar AFC                                                                   | 4.miejsce w grupie                                                  | 2    | 2013, 2014 |
| Azjatycki Puchar Zdobywców                                                   | zdobywca                                                            | 0    |            |
| Azjatycki Puchar Zdobywców                                                   | finalista                                                           | 0    |            |
| Puchar Prezydenta AFC                                                        | zdobywca                                                            | 0    |            |
| Puchar Prezydenta AFC                                                        | finalista                                                           | 0    |            |
| FIFA                                                                         | Zdobyte trofea w rozgrywkach międzynarodowych (stan na: 31-12-2015) |      |            |

### Trofea krajowe
| \| \| Zdobyte trofea w rozgrywkach Tadżykistanu (stan na: 31-12-2015) \| |                                                                 |      |            |
| Rozgrywki                                                                | Osiągnięcie                                                     | Razy | Sezon(y)   |
| Mistrzostwo                                                              | I miejsce                                                       | 2    | 2012, 2013 |
| Mistrzostwo                                                              | II miejsce                                                      | 0    |            |
| Mistrzostwo                                                              | III miejsce                                                     | 2    | 2011, 2015 |
| Puchar                                                                   | zdobywca                                                        | 1    | 1994       |
| Puchar                                                                   | finalista                                                       | 2    | 1993, 2003 |
| II liga                                                                  | I miejsce                                                       | 0    |            |
| II liga                                                                  | II miejsce                                                      | 0    |            |
| II liga                                                                  | III miejsce                                                     | 0    |            |
| Tadżykistan                                                              | Zdobyte trofea w rozgrywkach Tadżykistanu (stan na: 31-12-2015) |      |            |

## Występy w rozgrywkach

### Kahramonhoi Todżikiston[7][8]
| Sezon | Pozycja | Nazwa rozgrywek         | R. m. | Z. | R. | P. | B.z. | B.s. | R.b. | Pkt. |
| ----- | ------- | ----------------------- | ----- | -- | -- | -- | ---- | ---- | ---- | ---- |
| 2002  | 7       | Kahramonhoi Todżikiston | 22    | 7  | 4  | 11 | 33   | 41   | –8   | 25   |
| 2003  | 6       | Kahramonhoi Todżikiston | 30    | 17 | 3  | 10 | 69   | 46   | 23   | 54   |
| 2004  | 9       | Kahramonhoi Todżikiston | 36    | 10 | 6  | 20 | 55   | 70   | –15  | 36   |
| 2005  | 8       | Kahramonhoi Todżikiston | 18    | 4  | 5  | 9  | 21   | 29   | –8   | 17   |
| 2008  | 10      | Kahramonhoi Todżikiston | 40    | 7  | 6  | 27 | 43   | 103  | –60  | 27   |
| 2009  | 7       | Kahramonhoi Todżikiston | 18    | 5  | 2  | 11 | 25   | 45   | –20  | 17   |
| 2010  | 9       | Kahramonhoi Todżikiston | 32    | 1  | 3  | 28 | 18   | 95   | –77  | 6    |
| 2011  | 3       | Kahramonhoi Todżikiston | 40    | 29 | 2  | 9  | 78   | 38   | 40   | 89   |
| 2012  | 1       | Kahramonhoi Todżikiston | 24    | 20 | 2  | 2  | 51   | 10   | 41   | 62   |

## Stadion
Klub rozgrywa swoje mecze domowe na stadionie Centralnym im. Langari Langarijewa w Kulabie, który może pomieścić 20 000 widzów.

## Piłkarze
Skład aktualny na dzień 15 maja 2013
| Nr | Poz. | Piłkarz             |
| -- | ---- | ------------------- |
| 1  | BR   | Bahodur Szamsow     |
| 2  | OB   | Safarali Karimow    |
| 3  | PO   | Amrochon Saidchoni  |
| 4  | PO   | Chajriddin Tursunow |
| 5  | PO   | Odil Ergaszew       |
| 6  | PO   | Farruchi Dżurachon  |
| 7  | NA   | Hosejni Mahruchi    |
| 8  | PO   | Nigmat Rasulow      |
| 9  | OB   | Benjamin Amankwah   |
| 10 | NA   | Nawruz Rustamow     |
| 11 | NA   | Fozil Satorow       |
| 12 | OB   | Churszed Karimow    |

| Nr | Poz. | Piłkarz            |
| -- | ---- | ------------------ |
| 13 | PO   | Eradż Cholow       |
| 14 | PO   | Bachtijor Hasanow  |
| 15 | PO   | Faridun Rustamow   |
| 17 | PO   | Churszed Rachimow  |
| 18 | OB   | Hasan Rustamow     |
| 19 | OB   | Daler Szochmurodow |
| 20 | OB   | Maruf Rustamow     |
| 21 | NA   | Numon Hakimow      |
| 22 | OB   | Zarif Rustamow     |
| 25 | BR   | Rustam Rizojew     |
|    | PO   | Saidzod Komroni    |

## Trenerzy
...
- 2011–2014:  Maruf Rustamow
- 2014:  Gajratali Mirahmadow
- 02.2015–07.2015:  Mahmadżon Habibullojew
- 07.2015–...:  Dilszod Szarifow